# Indervalle (equipo de baloncesto)
Indervalle - Calida fue un club de baloncesto colombiano de la ciudad de Cali, departamento del Valle del Cauca. Desapareció de los escenarios del Baloncesto Profesional Colombiano al finalizar la temporada de 2011, sin que nadie hubiera estado interesado en revivirlo para la naciente División Profesional de Baloncesto, DPB en los años siguientes. Su sede para los partidos como local era el Coliseo Evangelista Mora. El equipo fue patrocinado principalmente por Indervalle (Instituto de Deportes, Educación Física y Recreación del Valle del Cauca), por lo cual el club se denominaba como tal por la afición y los medios pese a sus continuos cambios de nombre por razones de patrocinio.

## Historia
Hasta el año 2006 el equipo era conocido como Azucareros del Valle, nombre con el cual obtuvieron el subcampeonato de la temporada 2004, cayendo en la final contra Piratas de Bogotá. En las siguientes dos temporadas el equipo cambió su nombre a Valle y posteriormente a Indervalle nuevamente. Para la temporada 2008 el equipo se denominó oficialmente Cali-Indervalle, y ofició como local en el Coliseo El Pueblo.
En la temporada 2009 la falta de patrocinios motivó a que el equipo declinara su participación en el torneo. En 2010 el equipo Valle-Fastbreak participó en representación del departamento y fue luego patrocinado por Indervalle, denominándose oficialmente como Indervalle-Fastbreak. Sin embargo los problemas económicos del club, agravados por la no cancelación de los salarios de los jugadores, propiciaron el posterior retiro del torneo antes de concluir la segunda ronda de la Copa Invitacional FCB 2010.
En la temporada 2011 el equipo volvió de la mano de Indervalle, terminando la primera fase en la séptima posición a expensas del retiro del equipo Cúcuta Norte y clasificando por esta razón a los cuartos de final, en donde perdería la serie frente a Búcaros de Santander por 3-1.

## Palmarés

### Torneos nacionales
- Subcampeón del Baloncesto Profesional Colombiano (1): 2004[11]